# Cheirochelifer turcicus
Cheirochelifer turcicus är en spindeldjursart som beskrevs av Beier 1967. Cheirochelifer turcicus ingår i släktet Cheirochelifer och familjen tvåögonklokrypare. Inga underarter finns listade i Catalogue of Life.